# 夏之时
夏之时（1887年10月18日—1950年10月6日），字亮工，清末至民國時期的將領暨政治家，四川省合江县出身。

## 生平
1887年（清光绪十三年）九月初二（公曆1887年10月18日）出生於四川合江榕山镇（今虎头乡）；1904年东渡日本，考入东斌军事学堂。1905年8月在日本加入中国同盟会。1908年回到四川参加新军，成为新军一名步兵排长，驻扎省城成都。1911年11月，夏之时在成都市亲自领导并取得了龙泉驿起义的胜利，随后继续挥戈东进，到达重庆与革命党人张培爵等人会合，推翻重庆的清朝政权，建立蜀军政府。夏之时被任命为副都督、镇抚府总长。辛亥革命后，夏之时再度留日学习军事，也曾出任过孙中山大元帅的靖国招讨军司令，川西护法军总司令等职。后解甲归田，办过锦江公学，热心教育事业。1950年10月6日镇反运动中，夏之时以“组织策划土匪暴乱”罪名被枪决于合江县城关镇（今符阳街道），时年63岁。直到1987年11月，合江县人民法院才宣布平反，恢复了他辛亥革命人士的荣誉。
夏之时一生前后有三位夫人。1913年，夏之时的第一位夫人晏氏病逝。次年，夏在上海结识了董竹君，双方很快结成夫妻，并一起流亡到日本，育有4女1男。1929年，两人开始了长达5年的分居。1934年两人宣布离婚。1939年，与唐则吾结婚。
2010年4月21日，夏之时的墓葬从合江县迁回成都市磨盘山公墓功勋园。